# 夏琫瑛
夏琫瑛（1913年—2009年），曾用名夏林，女，安徽六安人，中国社会活动家，曾任南京市政协副主席，第六、七届全国政协委员。